# Sphaerostephanos rigidus
Sphaerostephanos rigidus är en kärrbräkenväxtart som först beskrevs av Henry Nicholas Ridley, och fick sitt nu gällande namn av Holtt. Sphaerostephanos rigidus ingår i släktet Sphaerostephanos och familjen Thelypteridaceae. Inga underarter finns listade.